# Um Barzinho, Um Violão (álbum)
Um Barzinho, Um Violão é o álbum de estreia da série Um Barzinho, Um Violão, lançado em CD e DVD em 2002 pela Universal Music. Foi exibido pelo canal Multishow e contou com a participação de artistas famosos da música brasileira, interpretando músicas conhecidas por serem cantadas em barzinhos acompanhados apenas pelo som do violão.

## Faixas
| DVD |                             |                       |         |  |
| N.º | Título                      | Artista               | Duração |  |
| 1.  | "Fullgás"                   | Ivete Sangalo         |         |  |
| 2.  | "Filme Triste"              | Chico César           |         |  |
| 3.  | "Sobradinho"                | Biquini Cavadão       |         |  |
| 4.  | "Samba de Orly"             | Simone                |         |  |
| 5.  | "Nos Barracos Da Cidade"    | Kid Abelha            |         |  |
| 6.  | "As Rosas Não Falam"        | Luciana Mello         |         |  |
| 7.  | "Oceano"                    | Leila Pinheiro        |         |  |
| 8.  | "Azul Da Cor do Mar"        | Ed Motta              |         |  |
| 9.  | "Revelação"                 | Engenheiros do Hawaii |         |  |
| 10. | "Caminhos Cruzados"         | João Bosco            |         |  |
| 11. | "O Bêbado e a Equilibrista" | Carla Cristina        |         |  |
| 12. | "Chão de Giz"               | Oswaldo Montenegro    |         |  |
| 13. | "Que Maravilha"             | Toquinho              |         |  |
| 14. | "Não Chores Mais"           | Sandra de Sá          |         |  |
| 15. | "Me Liga"                   | Ivete Sangalo         |         |  |
| 16. | "Garota De Ipanema"         | Simone                |         |  |
| 17. | "Nada Por Mim"              | Leila Pinheiro        |         |  |
| 18. | "Virgem"                    | Kid Abelha            |         |  |
| 19. | "Boa Noite"                 | Luciana Mello         |         |  |
| 20. | "Coleção"                   | Biquini Cavadão       |         |  |
| 21. | "Como Eu Quero"             | Chico César           |         |  |
| 22. | "Caso Sério"                | Ed Motta              |         |  |
| 23. | "Charme Do Mundo"           | Carla Cristina        |         |  |
| 24. | "A Paz"                     | João Bosco            |         |  |
| 25. | "A Palo Seco"               | Oswaldo Montenegro    |         |  |
| 26. | "Saigon"                    | Sandra de Sá          |         |  |
| 27. | "A Paz"                     | João Bosco            |         |  |

| CD Vol. 1 |                             |                                               |                                                  |         |  |
| N.º       | Título                      | Compositor(es)                                | Artista                                          | Duração |  |
| 1.        | "Fullgás"                   | Antonio Cícero / Marina Lima                  | Ivete Sangalo                                    | 3:32    |  |
| 2.        | "Filme Triste"              | D. Laudermilk (versão: Romeu Nunes)           | Chico César                                      | 2:45    |  |
| 3.        | "Sobradinho"                | Sá / Zé Rodrix                                | Biquini Cavadão                                  | 3:42    |  |
| 4.        | "Samba de Orly"             | Vinicius de Moraes / Chico Buarque / Toquinho | Simone e Toquinho                                | 2:23    |  |
| 5.        | "Nos Barracos da Cidade"    | Liminha / Gilberto Gil                        | Kid Abelha                                       | 2:23    |  |
| 6.        | "As Rosas Não Falam"        | Cartola                                       | Luciana Mello                                    | 2:56    |  |
| 7.        | "Oceano"                    | Djavan                                        | Leila Pinheiro e Roberto Menescal                | 4:04    |  |
| 8.        | "Azul da Cor do Mar"        | Tim Maia                                      | Ed Motta                                         |         |  |
| 9.        | "Revelação"                 | Clésio Clodô                                  | Humberto Gessinger e Paulo Galvão                | 3:07    |  |
| 10.       | "Caminhos Cruzados"         | Newton Mendonça / Tom Jobim                   | João Bosco                                       | 4:02    |  |
| 11.       | "O Bêbado e a Equilibrista" | João Bosco / Aldir Blanc                      | Carla Cristina (As Meninas) e Carlinhos 7 Cordas | 3:21    |  |
| 12.       | "Chão de Giz"               | Zé Ramalho                                    | Oswaldo Montenegro e Roberto Menescal            | 3:52    |  |
| 13.       | "Que Maravilha"             | Jorge Ben / Toquinho                          | Toquinho                                         | 3:02    |  |
| 14.       | "Não Chores Mais"           | Vincent Ford (versão:Gilberto Gil)            | Sandra de Sá e Cláudio Costa                     | 6:36    |  |

| CD Vol. 2 |                                                              |                                         |                                                  |         |  |
| N.º       | Título                                                       | Compositor(es)                          | Artista                                          | Duração |  |
| 1.        | "Saigon"                                                     | Claudio Cartier / Carlão / Paulo Feital | Sandra de Sá e Cláudio Costa                     | 5:38    |  |
| 2.        | "Me Liga"                                                    | Herbert Vianna                          | Ivete Sangalo                                    | 3:20    |  |
| 3.        | "Garota de Ipanema"                                          | Vinicius de Moraes / Tom Jobim)         | Simone e Toquinho                                |         |  |
| 4.        | "Nada Por Mim"                                               | Paula Toller / Herbert Vianna           | Leila Pinheiro e Roberto Menescal                | 3:02    |  |
| 5.        | "Virgem"                                                     | Antonio Cícero / Marina Lima            | Kid Abelha                                       | 2:11    |  |
| 6.        | "Boa Noite"                                                  | Djavan                                  | Luciana Mello e Paulo Daflin                     | 5:16    |  |
| 7.        | "Coleção"                                                    | Cassiano / Paulo Zdanovski              | Biquini Cavadão                                  | 2:38    |  |
| 8.        | "Como Eu Quero"                                              | Leoni / Paula Toller                    | Chico César                                      | 3:56    |  |
| 9.        | "Caso Sério"                                                 | Roberto de Carvalho / Rita Lee          | Ed Motta                                         |         |  |
| 10.       | "Charme do Mundo"                                            | Antonio Cicero / Marina Lima            | Carla Cristina (As Meninas) e Carlinhos 7 Cordas | 3:24    |  |
| 11.       | "Este Seu Olhar / Corcovado / Se Todos Fossem Iguais a Você" | Tom Jobim                               | Toquinho                                         | 3:26    |  |
| 12.       | "A Palo Seco"                                                | Belchior                                | Oswaldo Montenegro e Roberto Menescal            | 4:10    |  |
| 13.       | "A Paz"                                                      | Gilberto Gil / João Donato              | João Bosco                                       | 3:48    |  |

## Recepção
| Críticas profissionais | Críticas profissionais |
| Avaliações da crítica  | Avaliações da crítica  |
| Fonte                  | Avaliação              |
| ---------------------- | ---------------------- |
| CliqueMusic            | Link                   |